# Bitka kod Farsala
Bitka kod Farsala bila je odlučujuća bitka Cezarova građanskog rata. Završila je pobjedom Cezarovih snaga i katastrofalnim porazom Pompeja, čije su trupe do nogu potučene, iako su prije bitke bile superiorne Cezarovim snagama po nizu kriterija.   

## Kontekst
Nakon što je tijekom jeseni kriomice uspio dio svoje vojske prebaciti iz Italije preko Jadranskog mora na Balkanski poluotok, Cezar se odlučio Pompeju suprotstaviti nedaleko od Drača u današnjoj Albaniji, gdje su njegove snage poražene u Bitci kod Dirahija. Unatoč tome što je zbog spomenutog poraza bio u povlačenju, Cezar je odlučio zaustaviti vojsku i uči u konačni obračun s Pompejem blizu Farsale u današnjoj Grčkoj. 
Uoči bitke gotovo sve prednosti bile su na strani Pompeja. Osim što je u Grčkoj prikupljao vojsku za obračun s Cezarom gotovo od početka rata, imao je značajan broj dobro naoružanih i hranom opremljenih vojnika, kao i jaku flotu. Uskoro je kod Farsale stigao Cezara sa svojom vojskom. Optimatski političari koji su se nalazili u Pompejevom taboru, bili su nakon uspjeha kod Dirahija uvjereni u pobjedu i prepirali se čak oko toga koga će izabrati za Cezarovog nasljednika na dužnost velikog pontifika. 

### Raspored snaga
Dvije vojske rasporedile su se u dolini, blizu današnjeg Farsala. Pompejev kamp nalazio se na brdu koje se izdizalo iznad polja, što je bio i položaj koji je u početku držala njegova vojska, međutim ista se kasnije spustila u dolinu nasuprot Cezarovim malobrojnim snagama. Desno od Popmpejeva kampa i neposredno iza desnog krila Pompejeve vojske, tekla je rijeka. Ista je tekla i neposredno pokraj lijevog krila Cezarove vojske, tako da je i jednoj i drugoj vojsci činila prirodnu prepreku s jedne strane. 
Na lijevom krilu Pompejeve vojske bile su Prva i Treća legija. Sredinu bojnog reda činile su sirijske legije, dok su na desnom boku stajale Kilička legija s hispanijskim kohortama. Ostale su kohorte bile poredane između sredine bojnog reda i krila. Cezar je na desni bok svoje vojske stavio Desetu legiju a na lijevi bok Devetu legiju. Odmah do nje postavio je Osmu legiju jer je Deveta kod Drača izgubila dosta ljudstva, čime su, izgleda, dvije legije popunjavale jedna drugu ljudstvom. U Cezarovu bojnom redu stajalo je ukupno 80 kohorti. Dvije kohorte Cezar je ostavio da štite njegov tabor. Budući da je Popmejevo konjaništvo bilo brojnije, Cezar se brinuo da mu ono ne stvori probleme na desnom boku, odnosno da ga ne opkoli, stoga je od svake legije odvojio po jednu kohortu od kojih je napravio tzv. četvrtu vrstu čiji je glavni zadatak bio u zadanom trenutku blokirati Pompejevo konjaništvo. Prostor između dvije vojske bio je dovoljno velik za juriš i jedne i druge vojske. Na drugoj strani, Pompej je zapovjedio svojim legionarima da čvrsto drže poziciju i čekaju na Cezarovu navalu.

## Bitka
Nakon što je Cezarova vojska dobila signal za juriš, legionari su s uperenim kopljima stali trčati prema protivnicima, ali kad su opazili da druga strana ne trči prema njima, već da čeka, na pola puta su prestali trčati da se ne primaknu protivniku umoreni. Kada su se dovoljno primakli, izbacili su koplja i izvadili mačeve. Pomepejeva je strana spremno dočekala napad kopljima i odoljela jurišu legija, održavši vlastite bojne redove. U tom se trenutku na Cezarove legionare s desnog boka sjurilo mnogobrojno Pompejevo konjaništvo, kojem se odmah pokušalo suprotstaviti malobrojnije Cezarovo konjaništvo. Ipak, zbog brojčane inferiornosti, Cezarovo je konjaništvo je bilo brzo suzbijeno. Pompejevo konjaništvo vodio je iskusni Tit Labijen, Cezarov najbliži suradnik i drugorangirani general iz Galskih ratova, koji je na početku rata prešao na Pompejevu stranu. Budući da je imalo inicijativu, Pompejevo je konjaništvo navalilo dalje na Cezarovu vojsku, želeći obuhvatiti s boka Cezarovu Desetu legiju. Kad je to uočio Cezar - dao je znak skrivenoj četvrtoj bojnoj vrsti koja je iz zasjede spremno navalila na Pompejevo konjaništvo. Njihova su koplja bila su usmjerena prema glavama protivničkih konjanika kojima su u kaosu probijene oči i usta pa su oni užasnuti glavom bez obzira počeli bježati s bojišta.  Četvrta bojna vrsta potom je nastavila napredovati naprijed, koseći izložene Pompejeve strijelce i praćkare, nakon čega je s lijevog boka obuhvatila Pompejeve bojne redove, stavivši ih tako u poluokruženje i pritisnuvši ih. Pod tim pritiskom, Pompejeve vojnike počela je hvatati panika a bojni raspored i disciplina su se počeli raspadati. Kad je Pompej vidio da mu je konjaništvo razbijeno i da se dobar dio vojske raspada i on sam je počeo bježati s bojišta. Cezar je shvatio da ima inicijativu, pa je naredio vojsci da nastavi juriš na Pompejev tabor. Malobrojna vojska koja je branila Pompejev tabor, brzo je bila razbijena.

## Epilog
Ostaci Pompejeve vojske počeli su se povlačiti prema planinama. Cezar je naredio da se oko istih napravi opkop, pa su poraženi ubrzo poslali izaslanike da pregovaraju o predaji koja je u konačnici realizirana Pompej je nakon bitke pobjegao u Egipat, s čijim je kraljem bio prijatelj, ali je prilikom dolaska ubijen.